# Arne Strömdahl
Arne Hjalmarsson Strömdahl, född 26 september 1914 i Engelbrekts församling i Stockholm, död 22 oktober 1999 i Limhamns församling i Malmö, var en svensk arkitekt.
Arne Strömdahl var son till Hjalmar Strömdahl och Märta Gullander samt bror till Ingvar Strömdahl, brorson till Hugo Strömdahl och farbror till Erik Strömdahl. Efter arkitektexamen var han verksam vid Riksbyggens arkitektkontor och från 1949 som stadsplanearkitekt i Norrköping. Han bedrev konsulterande arkitektverksamhet tillsammans med Erik F. Dahl i Norrköping och Malmö från 1954. Han ritade bland annat Näckrosen, Solna, Råsundavägen, Solna, och Ebersteinska gymnasiet, Norrköping.
Han var från 1941 gift med Katja Loguin (1921–2012). Bland barnen märks skådespelaren Lena Strömdahl (född 1947). Han är begravd på Fårö kyrkogård på Gotland.